# Liste der Naturdenkmale in Langenlonsheim
Die Liste der Naturdenkmale in Langenlonsheim nennt die im Gemeindegebiet von Langenlonsheim ausgewiesenen Naturdenkmale (Stand 7. März 2024).

## Naturdenkmale
| Nr.         | Bezeichnung                               | Lage                                                   | Beschreibung                  | Bild                                    |
| ----------- | ----------------------------------------- | ------------------------------------------------------ | ----------------------------- | --------------------------------------- |
| ND-7133-390 | Zwei Speierlinge im Langenlonsheimer Wald | nordwestlich des Ortes; Abteilung Lettkopf Lage        | Sorbus domestica, zwei Bäume  | Direkt Bild zu diesem Denkmal hochladen |
| ND-7133-391 | Pfannkuchenfichte                         | nordwestlich des Ortes; Abteilung In der Katz Lage     | Pinus sylvestris              | Direkt Bild zu diesem Denkmal hochladen |
| ND-7133-392 | Eiche am Waldlaubersheimer Eck            | nordwestlich des Ortes; Abteilung Schlangenbau Lage    | Quercus sp.                   | Direkt Bild zu diesem Denkmal hochladen |
| ND-7133-393 | Eiche am Dorsheimer Eck                   | nordwestlich des Ortes; Abteilung Hartmannsgalgen Lage | auch Dicke Eiche; Quercus sp. | Direkt Bild zu diesem Denkmal hochladen |
| ND-7133-414 | Liebeseiche                               | nordwestlich des Ortes; Abteilung Im Birkensumpf Lage  | Quercus sp.                   | Direkt Bild zu diesem Denkmal hochladen |

## Ehemalige Naturdenkmale
| Nr. | Bezeichnung          | Lage                                                      | Beschreibung                                              | Bild                                    |
| --- | -------------------- | --------------------------------------------------------- | --------------------------------------------------------- | --------------------------------------- |
|     | Zwei Speierlingbäume | nordwestlich des Ortes; Abteilung Entenpfuhler Stück Lage | Sorbus domestica, zwei Bäume; Rechtsverordnung aufgehoben | Direkt Bild zu diesem Denkmal hochladen |